# Alvenrad
Alvenrad is een folkmetalband van Veluwse afkomst. De band incorporeerde folk, heavy metal en progressieve rock, maar is tegenwoordig meer georiënteerd op black metal  en pagan metal. De poëtische teksten zijn geschreven in de Nederlandse taal, waarbij onder meer op Germaanse wijze gebruik wordt gemaakt van stafrijm. De bandnaam is een vrije Nederlandse vertaling van het Oudijslandse álfröðull. Het betreft een kenning, die eertijds gebezigd werd door skalden in Middeleeuws IJsland.

## Geschiedenis
In 2009 richtten Mark Bertszoon en Jasper Strik de band Faelwa op. In datzelfde jaar brachten zij de EP Farewell Sun in eigen beheer uit. Ze speelden indertijd muziek in navolging van Tenhi en Empyrium. Het jaar daarop begon het duo een nieuw project, genaamd Stormsterk. Hiermee werd het album Wild en Bijster Land in eigen beheer uitgebracht. Hierop bracht het duo folkrock in Noordse stijl ten gehore. 
Talentscout Thor Joakimsson, A&R bij Prophecy Productions, was geënthousiasmeerd door voornoemde uitgaven. In die tijd werd door hem het label Trollmusic heropgericht, dat nauw verbonden zou blijken met Prophecy Productions. Toen Joakimsson hoorde van de plannen van de muzikanten om een metalband op te richten, werd hen meteen een platencontract aangeboden. In 2013 tekende de band bij Trollmusic. 
In 2014 bracht Alvenrad het debuutalbum Habitat uit. De band werkte hierop onder andere samen met Ancient Rites' gitarist Erik Sprooten. De mastering werd gedaan door Markus Stock, die faam geniet als frontman van Empyrium. Het album werd positief gerecenseerd in Aardschok, Rockerilla, Rock Hard en Legacy. In laatstgenoemde magazine werd het album tevens meegenomen in de soundcheck. De opener van het album met de titel 'Woudakoestiek' werd gedraaid op verscheidene radiostations waaronder de Concertzender.
Op 28 juli 2016 in het Duitse Balve was de wereldpremière een feit. Het betrof de vooravond van het Prophecy Fest, een muziekfestival met aan Prophecy gelieerde bands op het programma. Op 28 april 2017 opende de band voor Empyrium en Les Discrets in Oberhausen. Ondertussen schreven ze aan hun tweede album.
Op 8 december 2017 zag het tweede album Heer het licht. Dit album beoogde een vrije bewerking van het dichtwerk Skírnismál. Ditmaal nam Markus Stock de mix en mastering voor zijn rekening in Klangschmiede Studio E. Het artwork kwam van de hand van David Thiérrée. 'De Zonne-ever' ging voor in de aanloop naar de dag van uitgave en werd zodoende opgepikt door Arrow Classic Rock.
In 2019 ging de band mee op tour met Heidevolk door de Nederlandse provinciën. Maar de tour werd onderbroken wegens de coronamaatregelen. Ondertussen werd er geschreven aan het derde album, getiteld Veluws IJzer. Drums werden opgenomen in E-Sound Studio door Thomas Cochrane en Markus Skroch van Kalthallen was verantwoordelijk voor de mix en mastering. De uitgave van het album geschiedde op 23 september 2022 op het label Luidheim. De thematiek betrof allerlei facetten van de Veluwe en het album kwam uit met artwork van Gust van de Wall Perné. In samenwerking met Poppunt Gelderland en het Prins Bernard Cultuur Fonds verschenen even voor de uitgave twee video's van respectievelijk 'De Stuwwal' en 'Roodwild'.

## Discografie
- 2014: Habitat (Trollmusic)
- 2017: Heer (Trollmusic)
- 2022: Veluws IJzer (Luidheim)
- 2023: Van Alven en Wolven (Luidheim)

## Bandleden
- Mark Bertszoon: zang, gitaar
- Jasper Strik: toetsen, zang
- Thijs Kwint: bas
- Nathanael Taekema: drums
- Maurits van der Held: leadgitaar